# Валтер II фон Арнщайн
Валтер II (I) фон Арнщайн (на немски: Walther II von Arnstein, Walter II von Arnstedt; * пр. 1135, † сл. 1152 или пр. 18 април 1176) е господар на Арнщайн при Ашерслебен в Харц.

## Произход
Той е син на Валтер I фон Арнщайн/Арнщедт († 16 февруари 1126, битката при Кулм, Бохемия), внук на Аделберо фон Щойслинген († сл. 1056) и Юдит († сл. 1107). Роднина е на Свети Анно II фон Щойслинген († 1075), архиепископ на Кьолн (1056 – 1075).

## Фамилия
Валтер II фон Арнщайн се жени за Ирменгард/Ерменгард фон Пльотцкау († пр. 1 септември 1161), абатиса на Хеклинген 1145 г., дъщеря на граф Хелперих фон Пльотцкау, маркграф на Нордмарк († 1118) и графиня Адела фон Байхлинген († 1117/1123). Те имат един син:
- Валтер III фон Арнщайн (* ок. 1150; † ок. 1196), господар на Арнщайн и фогт на Барби на Елба, женен за Гертруд фон Баленщет († сл. 1194)